# Tailly (Ardennes)
Tailly ist eine französische Gemeinde mit 179 Einwohnern (Stand 1. Januar 2022) im Département Ardennes in der Region Grand Est (vor 2016 Champagne-Ardenne). Sie gehört zum Arrondissement Vouziers, zum Kanton Vouziers und zum Gemeindeverband Argonne Ardennaise.

## Geografie
Die Gemeinde Tailly liegt in einem Seitental der Wiseppe an der Grenze zum Département Meuse, zwölf Kilometer südwestlich von Stenay. Umgeben wird Tailly von den Nachbargemeinden Nouart im Norden, Beauclair im Nordosten, Montigny-devant-Sassey und Villers-devant-Dun im Osten, Aincreville im Südosten, Bantheville im Süden, Landres-et-Saint-Georges im Südwesten, Bayonville im Westen sowie Buzancy im Nordwesten.

## Geschichte
Die heutige Gemeinde Tailly wurde am 1. Januar 1973 durch die Fusion der bis dahin eigenständigen Gemeinden Andevanne, Barricourt, Rémonville und Tailly gebildet.

## Bevölkerungsentwicklung
| Jahr                       | 1962 | 1968 | 1975 | 1982 | 1990 | 1999 | 2006 | 2012 | 2019 |
| Einwohner                  | 156  | 129  | 280  | 235  | 193  | 206  | 186  | 172  | 174  |
| Quellen: Cassini und INSEE |      |      |      |      |      |      |      |      |      |

## Sehenswürdigkeiten
- Kirche Saint-Laurent in Barricourt, erbaut im 12. Jahrhundert
- Château de Tailly

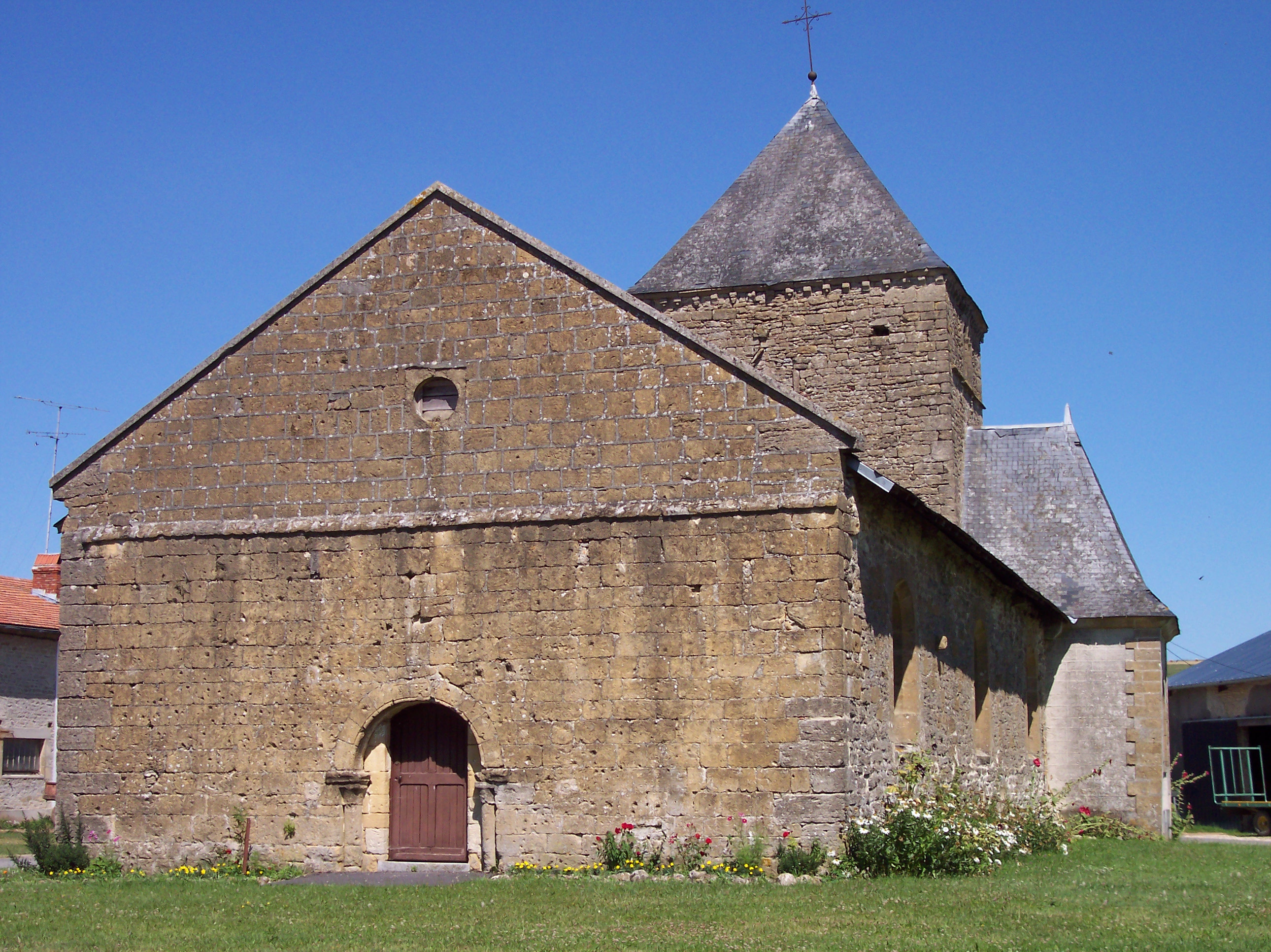
Kirche Saint-Laurent
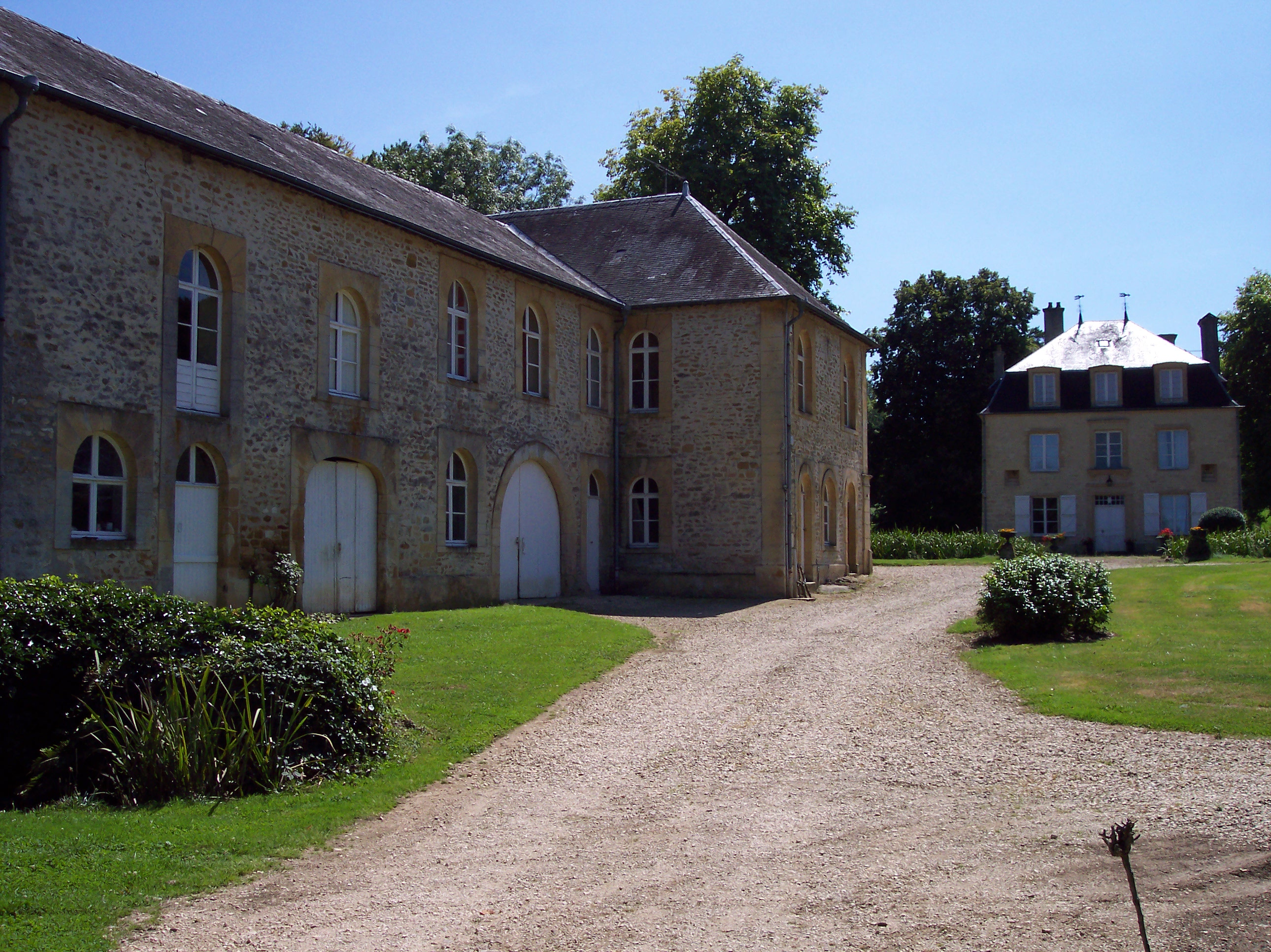
Château de Tailly